# مارک رایت
مارک رایت (به انگلیسی: Mark Wright) زادهٔ ۱ اوت ۱۹۶۳ بازیکن فوتبال  اهل انگلستان بود که سابقهٔ بازی در تیم ملی فوتبال انگلستان را در کارنامهٔ خود دارد. وی در تاریخ ۲ مه ۱۹۸۴ نخستین بازی ملی خود را در مقابل تیم ملی فوتبال ولز انجام داد و با حضور در ۴۵ بازی ملی، در تاریخ ۱۸ مه ۱۹۹۶ واپسین بازی ملی‌اش را در برابر تیم ملی فوتبال مجارستان برگزار کرد.
این بازیکن توانسته در بازی‌های ملی، ۱ گل به ثمر برساند.